# Elattogarypus somalicus
Elattogarypus somalicus es una especie de arácnido del orden Pseudoscorpionida de la familia Garypidae.

## Distribución geográfica
Se encuentra en Somalia.